# 최진영 (1962년)
최진영(1962년 10월 11일 ~ )은 대한민국의 정치인이다. 제10·11대 남원시장을 역임했다.

## 역대 선거 결과
|  | 53.86% |

|  | 47.45% |

|  | 63.24% |

|  | 28.53% |